# ESP Guitars
 For alternative betydninger, se ESP.
ESP Guitar Company er en japansk producent af elektriske guitarer og el-basser. Virksomheden er beliggende i Tokyo i Japan og i Los Angeles i Californien. Forkortelsen ESP står for Electric Sound Products. 

## Historie
ESP blev grundlagt i 1975 af Hisatake Shibuya som en butikskæde af musikforretninger i Japan. I 1985 begyndte ESP at lave reservedele og håndlavede custom guitarer. I 1986 åbnede virksomheden et kontor i New York, USA, således at amerikanske guitarister også kan få lavet specialbyggede guitarer. I 1996 bliver afdelingen LTD oprettet. Guitarerne herfra er fuldstændig identiske med de almindelige ESP-guitarer, men er langt billigere. ESP blev specielt kendte, da de fremstillede guitarer der blev brugt utroligt meget i thrash metal-genren, bl.a. af Metallica. Af denne grund er ESP i dag blandt de største leverandører af guitarer inden for heavy metal-genren.

## Guitarmodeller
- ESP Custom Series
- ESP Standard Series
- Signature Series
  - James Hetfield
  - Kirk Hammett
  - Dave Mustaine
  - Stephen Carpenter
  - George Lynch
  - Jeff Hanneman
  - Richard Z. Kruspe
  - Paul Landers
  - Max Cavalera
  - Ron Wood
  - Ahrue Luster
  - Jardel Paisante
- LTD Anniversary Collection
- LTD Deluxe Series
- LTD Standard Series
  - EC Series
  - Viper Series
  - F Series
  - EX Series
  - M Series
  - H Series
  - MH Series
  - AX Series
  - Hybrid Series
- LTD Baritone Series
  - MHB-200
  - MHB-400
  - VB-200
  - VB-400
- Xtone Series